# Euphyia bicolorata
Euphyia bicolorata là một loài bướm đêm trong họ Geometridae.